# Roy Hattersley

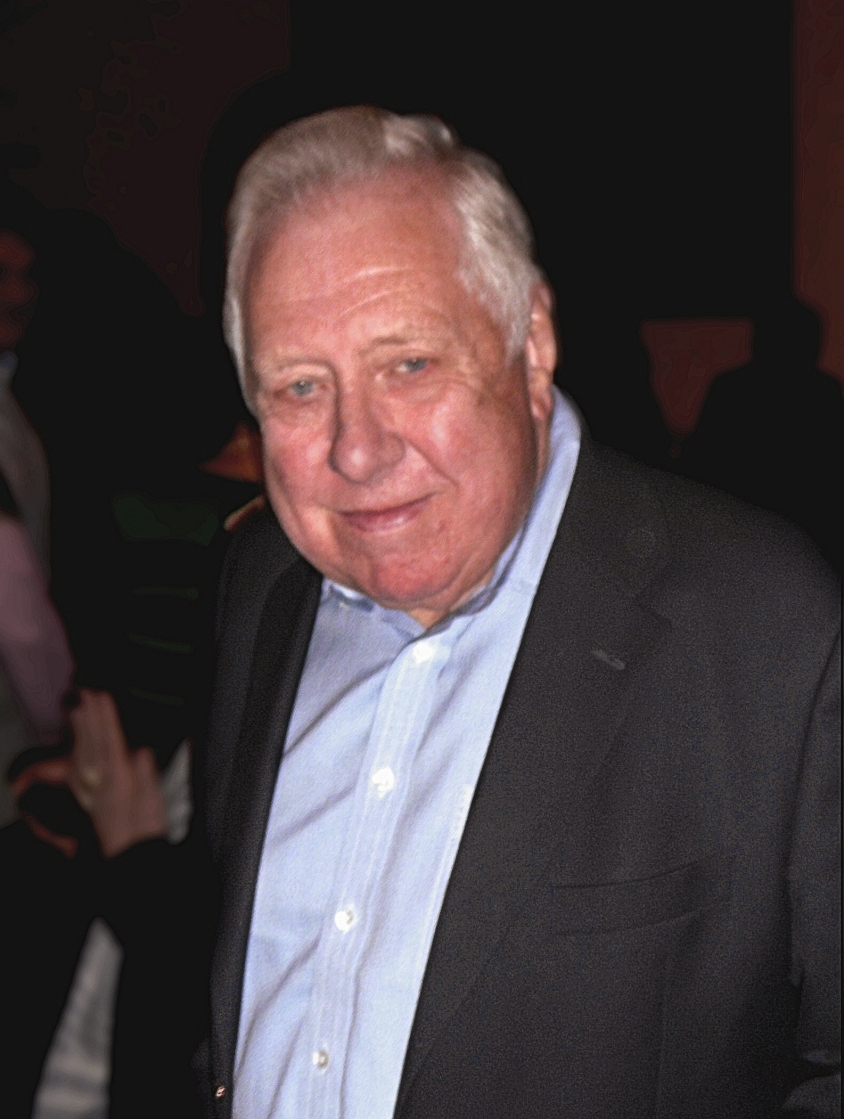
Roy Hattersley (2012)

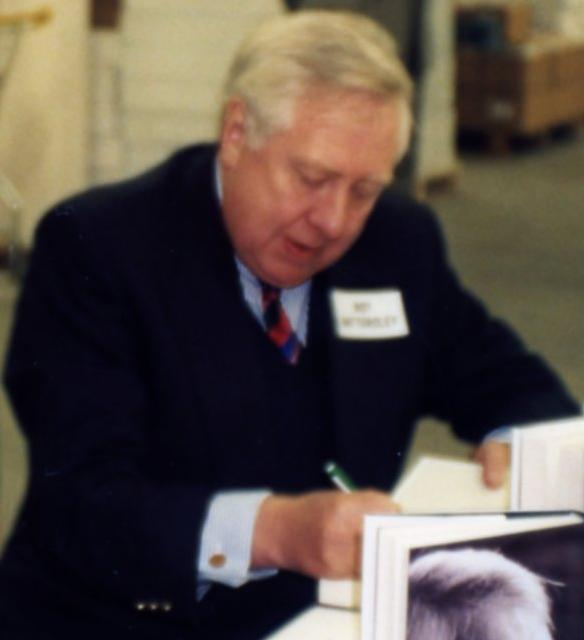
Roy Hattersley (2008)

Roy Sydney George Hattersley, Baron Hattersley, PC (* 28. Dezember 1932 in Sheffield, South Yorkshire, England) ist ein britischer Politiker.

## Biografie
Nach der Schulausbildung studierte Roy Hattersley an der University of Hull und war im Anschluss als Journalist sowie danach als Beamter im Gesundheitsdienst tätig.
Seine politische Laufbahn begann er zunächst in der Kommunalpolitik als Mitglied des Stadtrates von Sheffield (Sheffield City Council), ehe er 1964 als Kandidat der Labour Party erstmals zum Mitglied des Unterhauses (House of Commons) gewählt wurde und diesem bis 1997 angehörte. Als solcher gehörte er zu den Unterstützern einer britischen Mitgliedschaft in den Europäischen Gemeinschaften (EG).
Im März 1974 wurde er in der zweiten Amtszeit von Premierminister Harold Wilson zum Staatssekretär im Außenministerium (Foreign and Commonwealth Office) ernannt. In der anschließenden Regierung von Premierminister James Callaghan wurde er im April 1976 zum Minister für Preise und Verbraucherschutz (Secretary of State for Prices and Consumer Protection) berufen und gehörte dieser Regierung bis zum Ende von Callaghans Amtszeit im Mai 1979 an.
Nach der Wahlniederlage der Labour Party bei den Unterhauswahlen 1979 wurde er zunächst Sprecher der Opposition für Umweltschutz und danach von 1980 bis 1983 für Innenpolitik und als solcher auch Mitglied des Schattenkabinetts (Shadow Home Secretary).
Hattersley, der zum rechten Flügel der Labour Party gehört, kandidierte 1983 für das Amt des Vorsitzenden der Labour Party, nachdem Michael Foot wegen der erneuten Wahlniederlagen bei den Unterhauswahlen 1983 zurückgetreten war. Allerdings unterlag Hattersley dabei deutlich Neil Kinnock und wurde stattdessen Stellvertretender Vorsitzender der Labour Party und bekleidete diese Funktion bis 1992. Zugleich war er von 1983 bis 1987 zunächst Mitglied des Schattenkabinetts für Finanzen (Shadow Chancellor of the Exchequer) und im Anschluss wieder für Innenpolitik bis 1992.
Bei den Wahlen zum Stellvertretenden Vorsitz der Labour Party 1988 konnte er sich deutlich gegen seine Herausforderer John Prescott und Eric Heffer durchsetzen.
Nachdem die Labour Party auch bei den Unterhauswahlen 1992 gegen die Conservative Party von Premierminister John Major unterlag, trat er zusammen mit dem Parteivorsitzenden Kinnock als Stellvertretender Vorsitzender der Labour Party zurück. Neuer Vorsitzender der Labour Party wurde daraufhin John Smith, während Margaret Beckett ihm als Stellvertretende Vorsitzende folgte.
Nach seinem Ausscheiden aus dem House of Commons wurde er als Life Peer 1997 mit dem Titel Baron Hattersley, of Sparkbrook in the County of West Midlands, in den Adelsstand erhoben und dadurch auch Mitglied des Oberhauses (House of Lords).
Als bekannter Politiker war er auch Teil der Da Ali G Show sowie eine der Figuren in der satirischen Fernsehshow „Spitting Image“.

## Veröffentlichungen
Hattersley ist auch als Autor tätig und regelmäßig Verfasser von Beiträgen in Tageszeitungen, Zeitschriften und Magazinen. Neben mehreren Novellen erschien 1995 seine Autobiografie unter dem Titel „Who Goes Home? Scenes From a Political Life“. 2003 erschien sein Buch „The Life of John Wesley. A Brand from the Burning“. Zu den seinen Veröffentlichungen gehören:
- Goodbye to Yorkshire. 1976, ISBN 0-575-02201-9.
- Press Gang. 1983, ISBN 0-86051-205-3.
- A Yorkshire Boyhood. 1983, ISBN 0-7011-2613-2.
- Choose Freedom: Future of Democratic Socialism. 1987, ISBN 0-14-010494-1.
- The Maker's Mark. 1990, ISBN 0-333-47032-X.
- In That Quiet Earth. 1993, ISBN 0-330-32303-2.
- Skylark's Song. 1993, ISBN 0-333-55608-9.
- Between Ourselves. 1994, ISBN 0-330-32574-4.
- Who Goes Home?: Scenes from a Political Life. 1995, ISBN 0-316-87669-0.
- No Discouragement: An Autobiography. 1996, ISBN 0-333-64957-5.
- 50 Years on: Prejudiced History of Britain Since the War. 1997, ISBN 0-316-87932-0.
- Blood and Fire: William and Catherine Booth and the Salvation Army. 1999, ISBN 0-316-85161-2.
- Buster's Diaries. 1999, ISBN 0-7515-2917-6.
- The Life of John Wesley: A Brand from the Burning. 2002, ISBN 978-0-385-50334-1.
- The Edwardians: Biography of the Edwardian Age. Abacus, 2004, ISBN 0-316-72537-4.
- David Lloyd George: The Great Outsider. Little Brown, 2010, ISBN 978-1-4087-0097-6